# Holodeck
Dans l'univers de fiction de Star Trek, un holodeck (s'il est situé dans un vaisseau) ou holosuite (sur une station spatiale ou une planète) est une salle qui recrée des environnements virtuels pour l'entraînement ou le divertissement. On le retrouve généralement dans les vaisseaux de Starfleet du XXIVe siècle ainsi que dans les stations spatiales. Ils se subdivisent en deux catégories selon leur taille : les holodecks proprement dits, et les Personal holodecks qui sont conçus pour n'accueillir qu'une seule personne physique simultanément.
Le concept d'holodeck est apparu dans l'épisode Pratical Jocker (Le farceur) de la série animée et était appelé la salle de divertissement, située à bord de l'Enterprise original.

## Fonctionnement

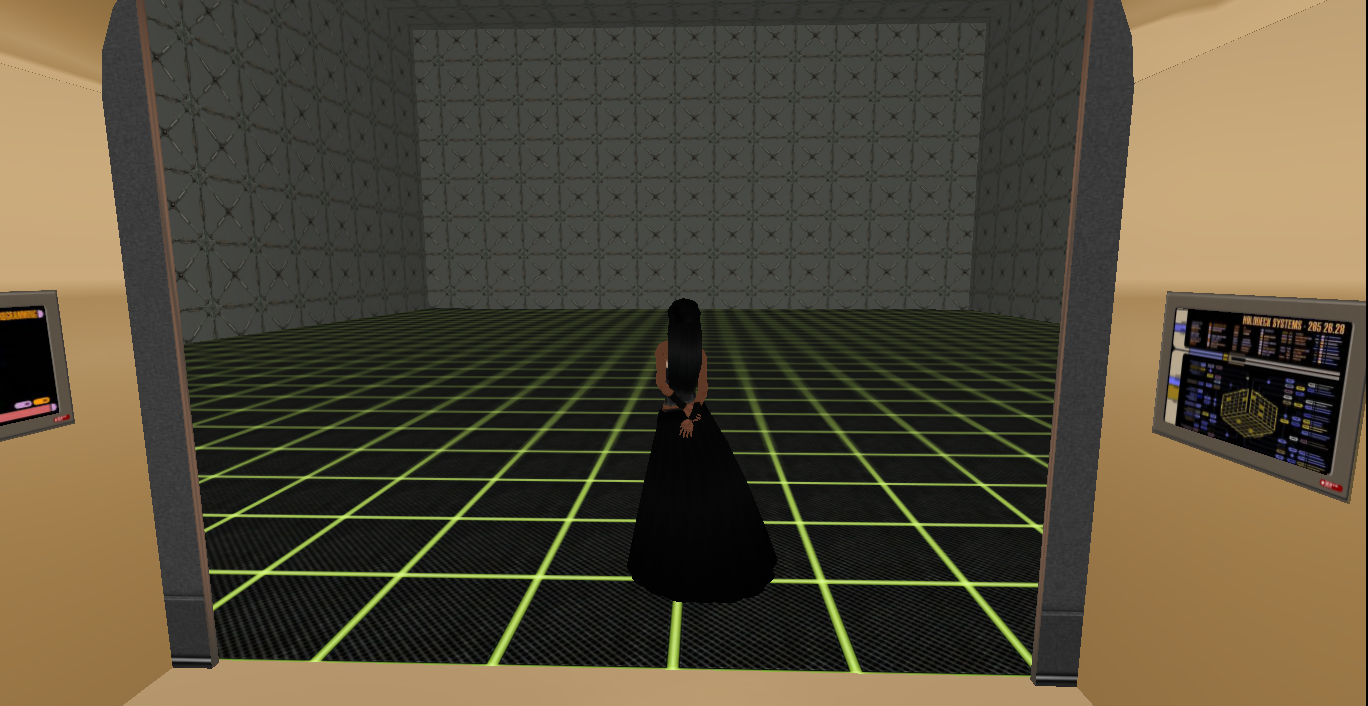
Holodeck de l'USS Eclipse dans Second Life.

Le holodeck utilise principalement deux processus subsidiaires afin d'exécuter une simulation.
- Le Sous-système d'Imagerie Holographique, qui génère les paysages et les objets. Il est couplé à des projecteurs holographiques, aussi utilisés pour générer le Hologramme Médical d'Urgence (ou HMU), qui permettent de générer de la profondeur pour plus de réalisme. Ces derniers génèrent aussi des champs de force.
- Le Sous-système de Conversion d’Énergie, technologie issue du réplicateur, génère de la matière, qui, couplé aux champs de force, rend la projection réaliste au toucher. Ainsi, cette dernière peut interagir avec les personnes utilisant la simulation, mais aussi avec tout corps faisant partie de ladite simulation.

Dans une simulation, c'est le programme qui se déplace selon les mouvements de la personne, et non la personne qui se déplace réellement. Ainsi, il est possible de créer des salles de holodeck de taille très petite, puisque la personne dans la simulation reste immobile.
Le système est si réaliste que l'on peut se retrouver bloqué dans le programme s'il ne se désactive pas, car celui-ci génère de la profondeur à l'infini. 
On peut aussi mourir, car comme il est souvent dit dans la saga, quand le système de sécurité est désactivé, une arme holographique est aussi destructrice que sa version réelle :
- Dans Star Trek : Premier Contact, Picard utilise un Thompson holographique pour tuer des Borg.
- Dans un double épisode de Star Trek : Voyager, lors d'une simulation de la Seconde Guerre mondiale lancé par les Hirogens, un bombardement holographique endommage réellement le vaisseau sur plusieurs ponts et Janeway utilise une bombe holographique pour détruire le contrôleur mémoriel des Hirogens.

Les personnages holographiques ont une IA très réaliste, n'importe quelle action des utilisateurs peut les faire réagir, même extérieure. Certains personnages peuvent même interagir de leur propre initiative au point de les rendre réels et de posséder une conscience (incident désactivant certains hologrammes, appel radio depuis la passerelle, intrusion d'une personne dans l'holodeck) :
- Dans Star Trek : La Nouvelle Génération, lors d'un programme sur Sherlock Holmes, James Moriarty après avoir pris conscience de son statut d'hologramme, prend à plusieurs reprises le contrôle de l'Enterprise et menace de le détruire si l'équipage ne trouve pas le moyen de le matérialiser dans le monde réel.

- Dans Star Trek : Deep Space Nine (DS9), l'hologramme Vic Fontaine (un chanteur de bar) est conscient d'être un hologramme, dans l'épisode 6x20 il se matérialise dans l'holosuite utilisé par Kira sans autorisation afin de parler d'Odo, puis il pirate la fréquence de communication du bureau d'Odo pour lui parler. Et dans un autre épisode où Worf saccage sa salle, il va se plaindre auprès de Bashir (créateur du programme) et de Quark (propriétaire des holosuites). De plus, il peut être réticent à exécuter ce pour quoi il a été programmé (dans le même épisode, il ne souhaite pas chanter pour Worf, sachant dans quel état il va se mettre). Il dispose aussi du libre arbitre, c'est lui qui commande son programme, toute activation passe par son accord et il peut se désactiver (pour le bien de Nog il se désactivera et bloquera l'activation). Désormais, le programme de Vic tourne à plein temps et il vit comme un véritable être vivant.

- Toujours dans DS9, lors d'un programme d'espionnage de Bashir, un incident le force à rester dans son programme et à discuter avec des techniciens, un des personnages est intrigué par cette conversation et va demander des explications durant tout l'épisode.

- Dans Star Trek : Voyager, un problème d'énergie survient pendant que Kathryn Janeway se détend avec son holoroman. L'incident a pour effet de désactiver un des personnages du holoroman (une fille). À la suite de cet évènement, le personnage qui est frère de la fille réagit et demande comment sa sœur s'est volatilisée.

- Dans Star Trek : Voyager, les personnages de Fair Haven, une ville holographique du XIXe siècle créé par Paris est témoin de faits étranges causés par l'équipage (communication, manipulations holographiques, disparitions...). À la suite de cela, ils pensent que les membres de l'équipage sont des esprits des enfers et prennent en otage certains membres ; des relais sont endommagés, ce qui désactive la sécurité. Des négociations sont donc menées et à la fin les habitants apprennent la vérité.

## Utilisation
La simulation est programmée à partir d'un panneau de commandes situé à l'entrée du holodeck ou par système vocal. L'utilisateur doit indiquer à l'ordinateur quel programme il désire exécuter et ce à partir d'une liste de simulations disponibles. Bien sûr, une simulation est programmable.

### Ouvrages spécialisé
- Star trek Voyager Technical Manual, v1.0